# Повельяно-Веронезе
Повельяно-Веронезе (італ. Povegliano Veronese, вен. Povejan Veronexe) — муніципалітет в Італії, у регіоні Венето, провінція Верона.
Повельяно-Веронезе розташоване на відстані близько 410 км на північ від Рима, 115 км на захід від Венеції, 14 км на південний захід від Верони.
Населення — 7127 осіб (2014).
Щорічний фестиваль відбувається 11 листопада. Покровитель — святий Мартин.

## Демографія
Населення за роками:

Станом на 1 січня 2023 року в муніципалітеті офіційно проживало 647 іноземців з 43 країн, серед них 321 громадянин країн Євросоюзу та 10 громадян України.

## Сусідні муніципалітети
- Моццекане
- Ногароле-Рокка
- Вігазіо
- Віллафранка-ді-Верона